# Claartje Kruijff
Claartje Kruijff (Soest, 9 december 1971) is een Nederlands psycholoog en theoloog.

## Levensloop
Kruijff groeide volgens eigen zeggen op in een "liberaal, D-66-achtig, buitenkerkelijk nest". De eerste elf jaar van haar leven woonde ze in de Verenigde Staten. Haar vriend wilde trouwen in een Rooms-Katholieke Kerk, waarbij Kruijff door gesprekken met een priester in aanraking kwam met het christelijk geloof en besloot daarna theologie te gaan studeren aan de Vrije Universiteit Amsterdam. Tot dan toe was ze werkzaam als organisatiepsycholoog in de City of London. In 2008 liet zij zich bovendien dopen.
De theologe was werkzaam als voorganger in de oecumenische Dominicuskerk in Amsterdam. Tevens trad zij korte tijd op als predikant bij de remonstrantse kerk in Bussum. Sinds 2022 is zij als predikant verbonden aan de Remonstrantse Gemeente Utrecht. In 2016 verscheen van haar hand het boek Leegte achter de dingen. Mijn zoektocht naar een betekenisvol leven. In 2017 werd zij tijdens de Nacht van de Theologie uitgeroepen tot Theoloog des vaderlands. In september 2024 verscheen haar boek Een God die in mij gelooft.
- Nederlandse Thesaurus van Auteursnamen: 401945286
- Virtual International Authority File: 187147266652935480939
- WorldCat: E39PBJbRjfpddXdYpYwtHr8KVC